# 奈良愛美
奈良 愛美（なら まなみ、1972年4月10日 - ）は、札幌映像プロダクション所属のフリーアナウンサー。身長163cm。北海道出身。北海道札幌稲雲高等学校、札幌大学女子短期大学部英文学科卒業。

## 人物
中学生の頃は吹奏楽部に所属。
STVラジオのパーソナリティとして活動した後、2000年11月、札幌テレビ放送契約アナウンサーとして、オフィスサッポロ（2012年7月に札幌映像プロダクションへ合併）に所属。
2011年4月に結婚、2012年2月7日に第一子（長男）を、2014年7月31日に第二子（長女）を出産した。

## 現在の担当番組

### STVラジオ
- リクエストプラザ（月曜・火曜・金曜、2015年7月6日 - ）  - 2016年4月1日までの番組名は「9時ですリクエストプラザ」
- 田中賢介のアフタースクール（土曜 18:00 - 18:30）

## 過去の担当番組

### テレビ
- GOLDEN TUCK（テレビ北海道）
- 旅コミ北海道じゃらんdeGO!（テレビ北海道）レポーター

### STVラジオ
- ほっかいどう百年物語
- ウイークエンドバラエティ 日高晤郎ショー（1999年4月 - 2000年9月）
- ホットスクランブル
- ヒートアップミュージック
  - NEW HIT WAVE（ヒートアップミュージックの前身番組）
- ラジオクリックiしてる!
- 島本和彦のマンガチックにいこう!
- オハヨー!ほっかいどう（月 - 木曜）
- オハヨー!土曜日
- 千ちゃんの幸せラジオドーム
- STVニュース（平日昼前後を担当）
- 熱血!ファイターズスタジアム（火曜 - 金曜 21:00 - 22:00 2008年3月 - ）
- 牧やすまさのスーパースクランブル（月曜 - 金曜 15:00 - 18:00 2010年4月 - ）
- 中嶋シゲキのDo!LIVEサタデー（土曜 18:00 - 20:00、2006年10月 - ）
- 旭川ウィークリー情報（土曜 17:00 - 17:15）旭川放送局エリアのみ
- キラッと釧路（土曜 17:00 - 17:15）釧路放送局エリアのみ
- 工藤じゅんきの十人十色（2021年8月26日、27日／他出演者の新型コロナウィルス感染に伴う番組特別編成により代演）
- まるごと!エンタメ〜ション
  - ようじのぢかん 1月第2週（2023年1月9日 - 2023年1月13日）
- COCONO Sラジ（午後のSラジ （仮））（火曜 13:00 - 14:00）
- MUSIC★J（ナイターオフ時期は火曜 - 金曜 19:00 - 22:00） - レギュラーパーソナリティの松崎真人休演時の代演（10回以上）

### その他
- コミュニティ放送で特別番組など担当あり